# Connie Chiu
Connie Chiu, född 1969 i Hongkong, är en kinesisk fotomodell med albinism.

## Biografi
Chui föddes i en kinesisk familj i Hongkong. Liksom andra personer med albinism, så måste hon skydda sina ljuskänsliga ögon och hud mot solen. På grund av detta flyttade hon och hennes familj till Sverige när hon var 7 år gammal.
Vid 25-årsåldern började Chiu modellera för modefotografer som Terry Richardson, Paul Burley, Heidi Niemala och Morten Smidt. Senare studerade hon journalistik.
Chiu var med i musikvideon till singeln "Stalker" av Recoil, ett soloprojekt av den f.d. Depeche Mode-medlemmen Alan Wilder.